# Közönséges búza
A közönséges búza vagy kenyérbúza (Triticum aestivum) az egyszikűek (Liliopsida) osztályának perjevirágúak (Poales) rendjébe, ezen belül a perjefélék (Poaceae) családjába tartozó faj.

## Előfordulása
A közönséges búzát számos változatban és fajtában csaknem minden kultúrállamban termesztik, világszerte mintegy 210-220 millió hektáron.

## Alfajai
- Triticum aestivum subsp. aestivum
- Triticum aestivum subsp. compactum
- Triticum aestivum subsp. macha
- Triticum aestivum subsp. spelta (L.) Thell., 1918
- Triticum aestivum subsp. sphaerococcum

## Megjelenése
Erőteljesen gyökerező, hosszú nappalos növény. Felálló, üreges szára többnyire 40-120 centiméter magas, korábban, a rövid szárú búzafajták bevezetése előtt a 150 centimétert is elérte. A levélnyelvecske rövid és egyenesen levágott. A levélhüvely rásimuló, felső végén pillás, hosszan túlnyúló fülecskéje van. A levéllemez kopasz vagy gyengén szőrös, sötétzöld vagy sötét kékeszöld. A szárcsomók olykor szőrösek. A kalász általában 8-10 centiméter hosszú, rendszeresen négyoldalú. A kalásztengely szívós, nem törékeny. A füzérkék 2-5 virágúak, körülbelül olyan hosszúak, mint szélesek, némileg lapítottak.

## Életmódja
A közönséges búza egyéves vagy áttelelő egyéves fű. A közönséges búzát őszi vagy tavaszi vetésű gabonaként termesztik meleg nyarú területeken. Elsősorban mérsékelten száraz, tápanyagban gazdag, pH-semleges, vagy enyhén lúgos vályog- és lösztalajokon ad megfelelő termést.
A virágzási ideje Magyarországon május–június között van.

## Története
A legidősebb régészeti csupaszbúzaleletek Törökország déli részéből származnak (pl. Çatal Hüyük), továbbá Izraelből, Szíriából és Irakból, a kőkorszaki települési rétegekből. Mindez a Kr. e. VII. évezredre tehető. Közép-Európában a legidősebb csupaszbúzalelet szántóföldi művelésből, a vonaldíszes kerámia kultúrájából csak szórványosan mutatható ki, pl. Göttingen környéki leletekből. Az első tisztán csupaszbúza-tenyészet mai ismereteink szerint Kr. e. 3600-ból, Magdeburg környékéről került elő. (a rösseni kultúrából). Kellő bizonyossággal nem állapítható meg, hogy termesztett búza vagy esetleg a keménybúza alakkörébe tartozó leletekről van-e szó.
Az i. e. 2. évezred kezdetére már mindenhol általánosan elterjedtek a búzafélék. Asszíroszban legalább négy féle búza és még több más kalászos egyidejű termesztésére találtak bizonyítékot.
A búza napjainkban a világgazdaság legfontosabb gabonája. Emellett az emberiség történetében (az árpa után) a második legrégebbi, máig is termesztett gabona.

## Egyéb
Az érett búzaszem szénhidrát (keményítő)-tartalma 70% feletti, 10-12%-a fehérje. A liszt eléggé gazdag sikérben, elsősorban kenyér és finom pékáruk előállítására alkalmas. Egyes vidékeken sört is főznek a búzából.

A termesztett búza a csupaszbúzák egyike. Csépléskor vagy a kombájnos aratás során a búzaszemek nagyon könnyen kiszabadulnak a toklászok közül, miközben a kalászorsó nem törik szét, hanem egészben marad.
A manapság leginkább termesztett hosszú kalászú búzák mellett vannak rövidebb, akár gömbös kalászú fajták is. Genetikai szempontból mindegyiket a Triticum aestivumhoz sorolják, de a gyakorlatban megkülönböztetik Triticum sphaerococcum vagy törpe-, ill. tönkebúza, Triticum compactum néven. Ezek a búzaalakok nem egyetlen vadon élő fajból vezethetők le, hanem az utolsó 10 000 évben keletkeztek különböző búza (Triticum) fajok többszöri kereszteződésével. A mai termesztett búzafajták hexaploidok, 2n = 42 kromoszómát tartalmaznak. Közöttük különböző, így az AABBDD formulával kifejezhető genompárok szerepelnek. Mai ismereteink szerint az A az egyszemű búzából (Triticum monococcum) ered, míg a D az egyik kecskebúzafajnak (Aegilops sguarrosa = Triticum tauschii) tulajdonítható. A G genom eredete nem teljesen bizonyított. Feltételezik egy további vadon élő fű (Aegilops speltoides) részesedését, amelynek SS genomjai genetikailag módosultak BB-re.

## Képek

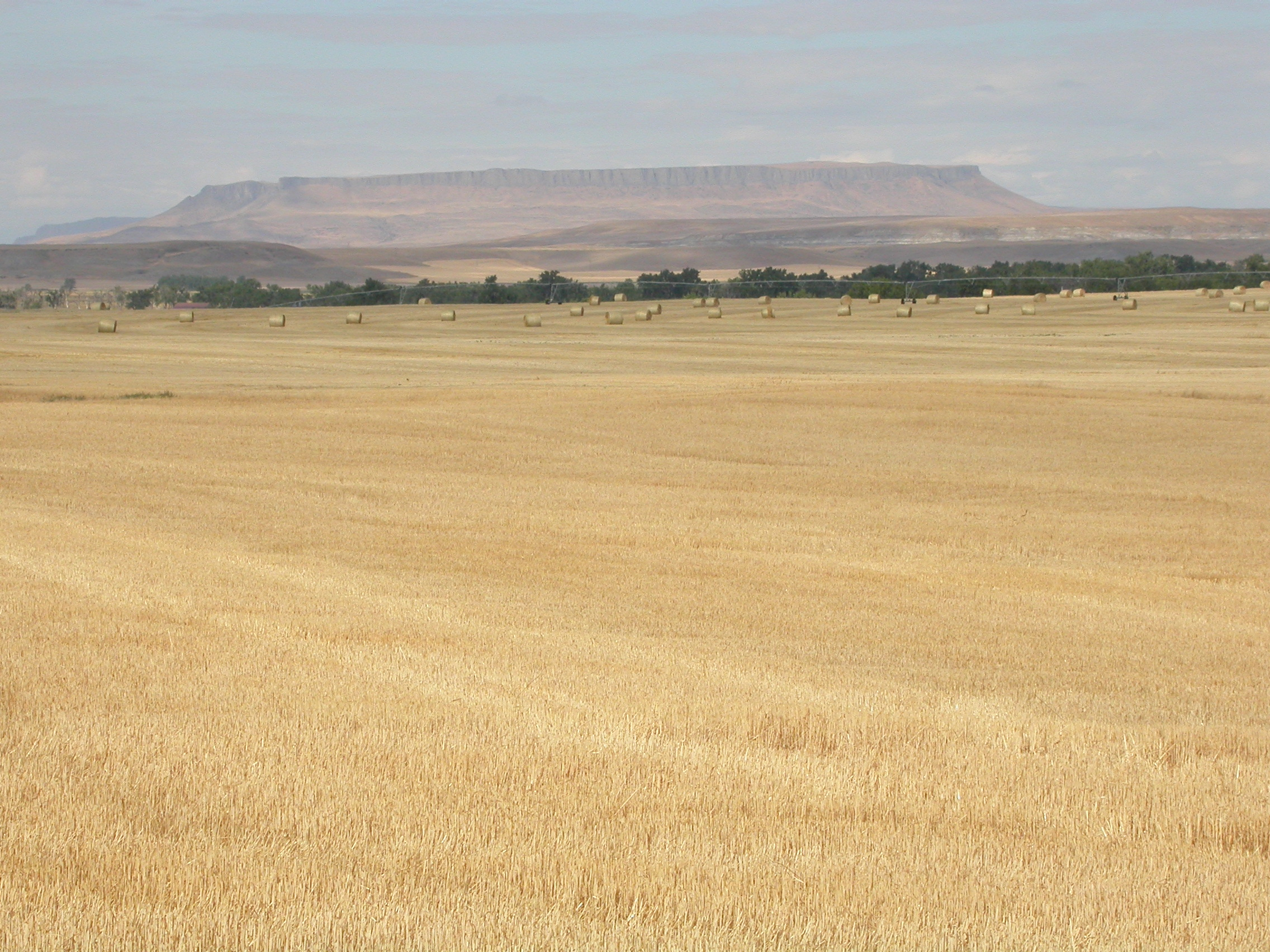
Búzatarló aratás után
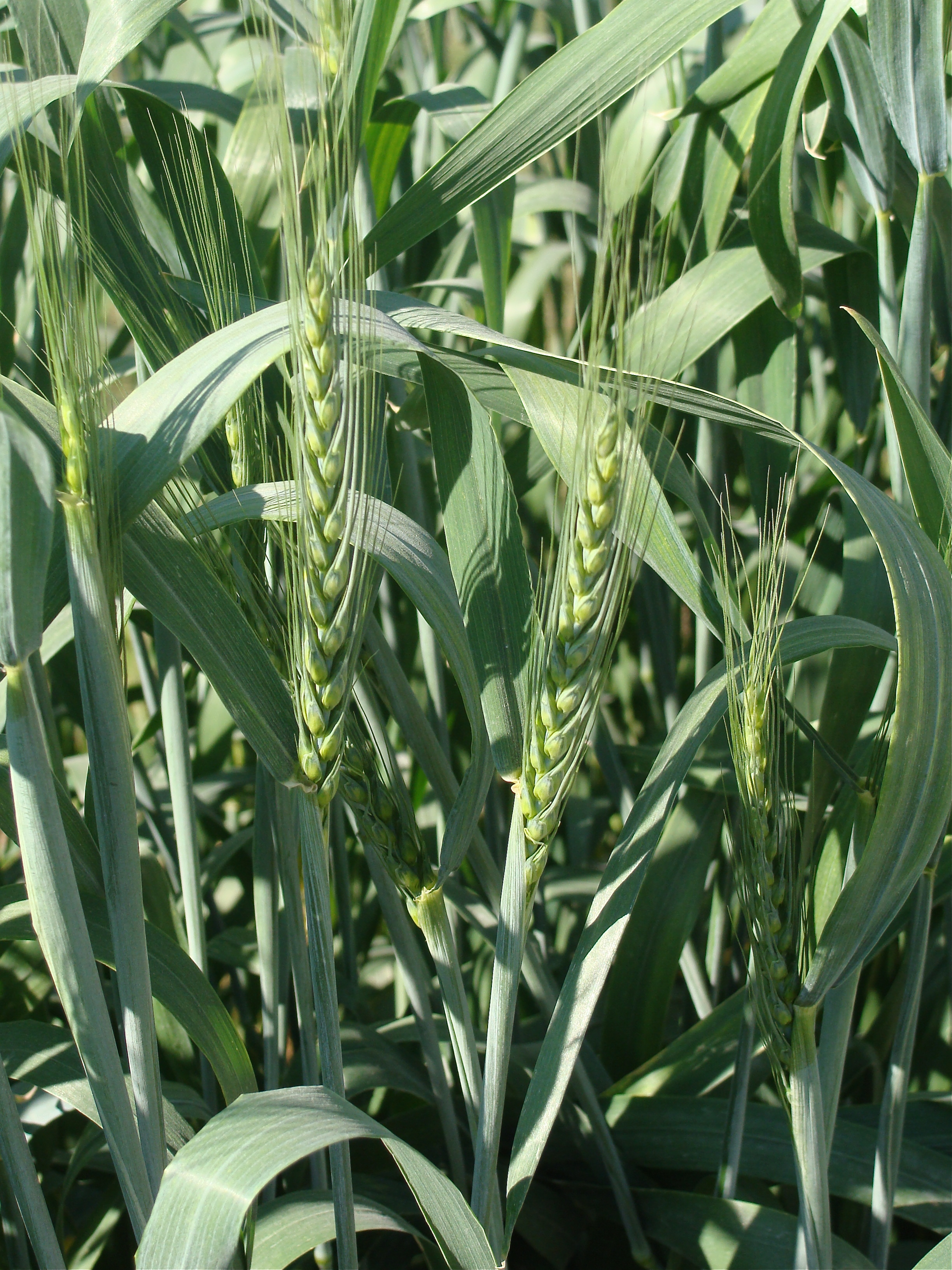
Fiatal növények
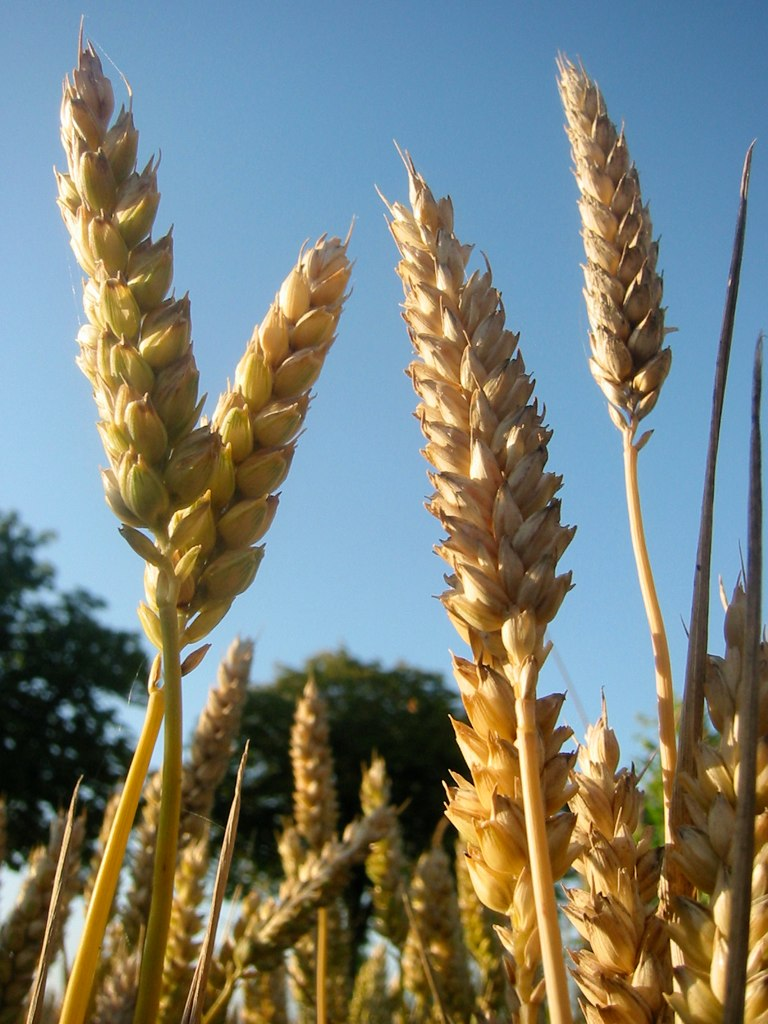
Érett növények
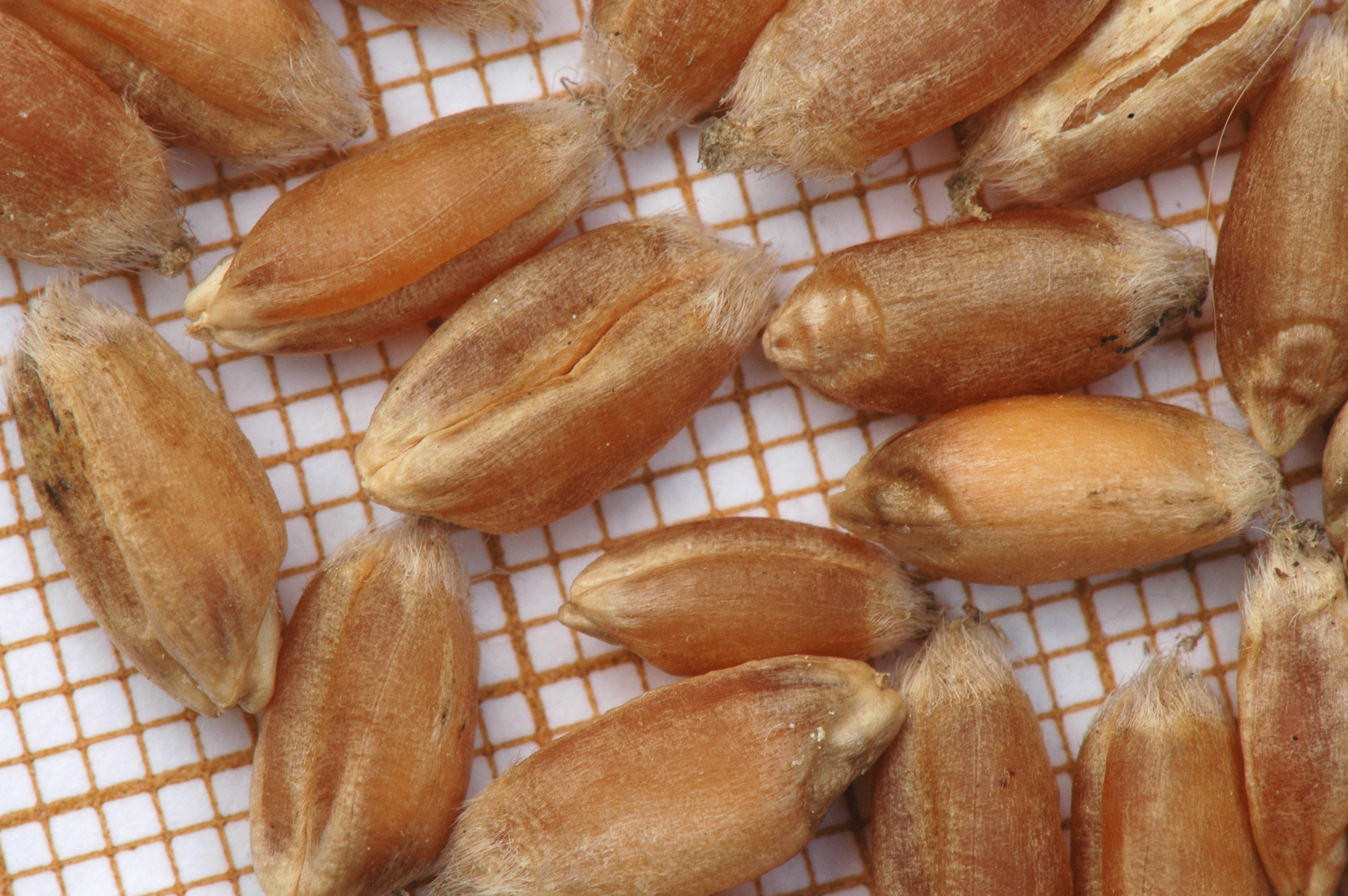
Búzaszemek
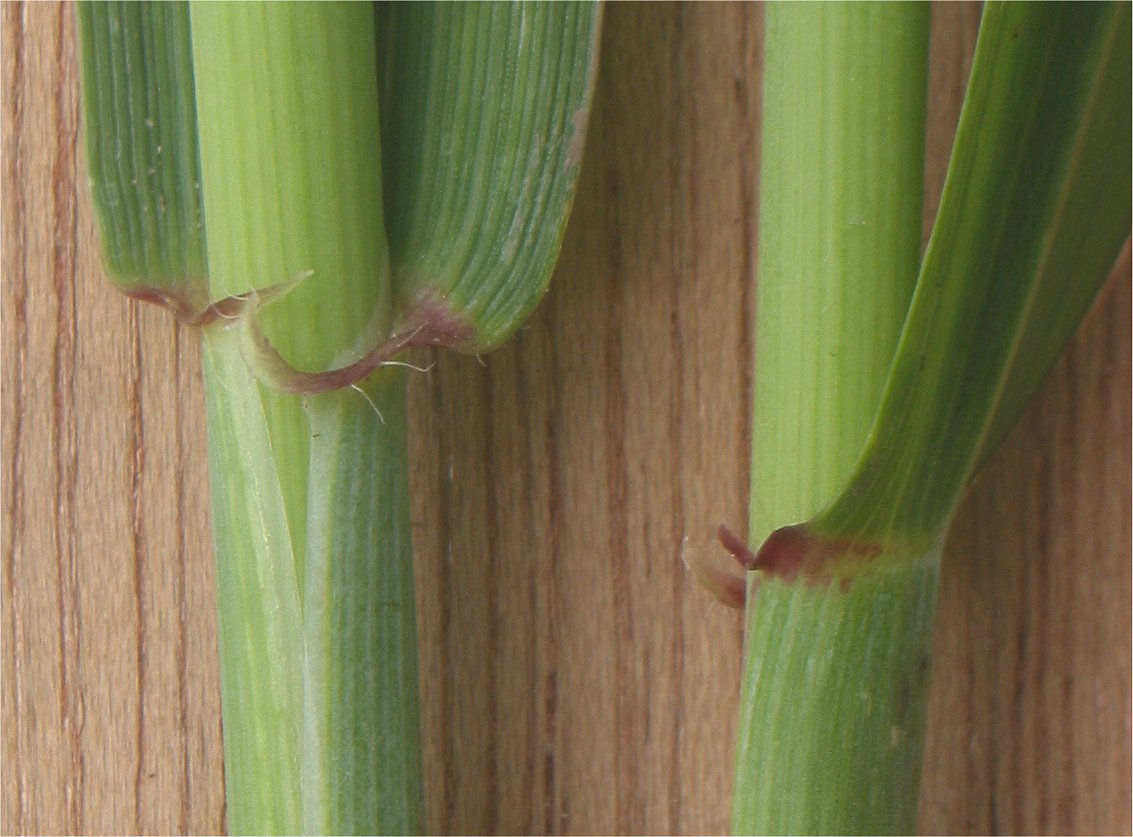
Búzaszárak a fülecskékkel
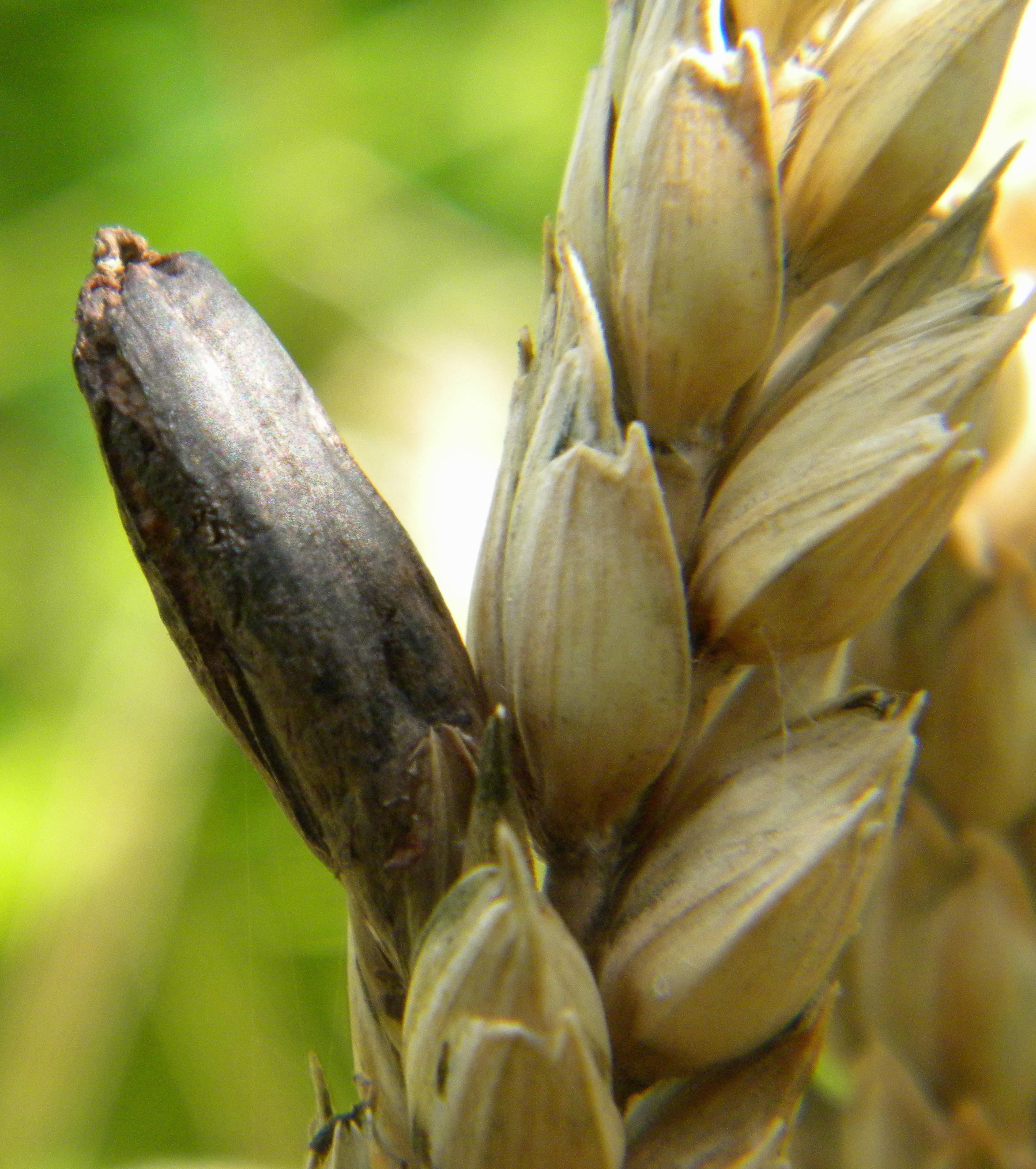
Anyarozs (Claviceps purpurea) fertőzéssel
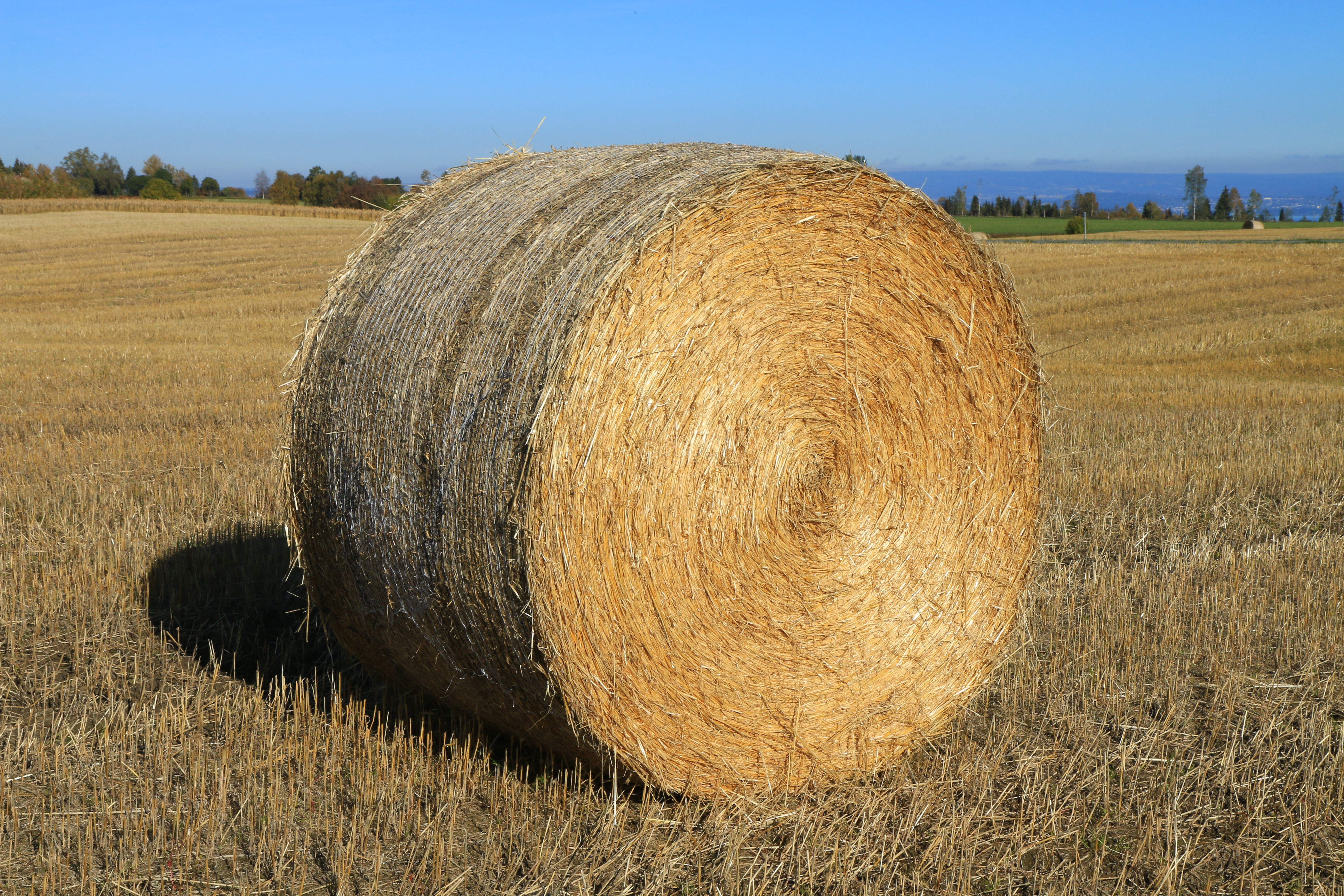
Búzaszalma körbálába kötve
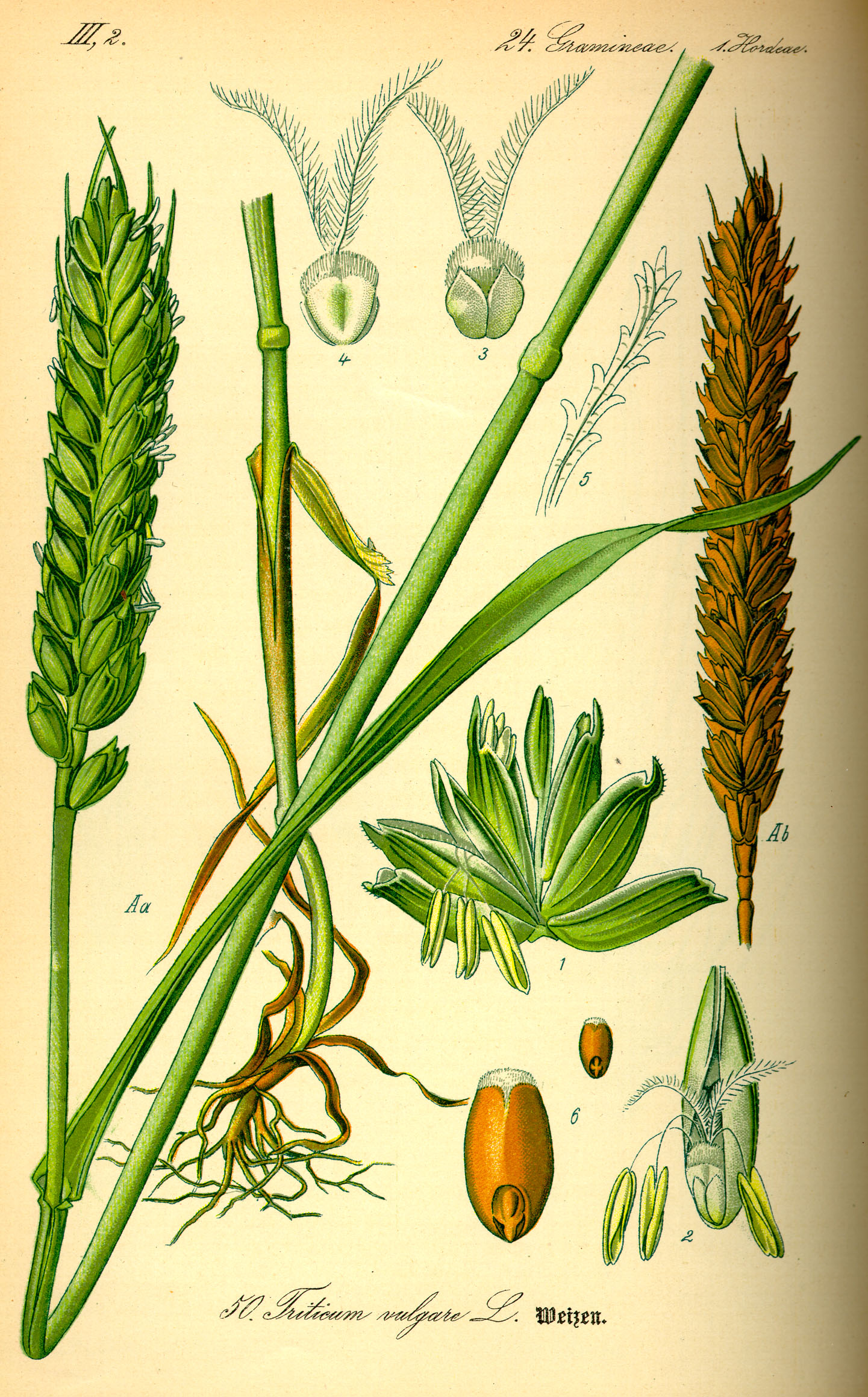
Rajz a növényről
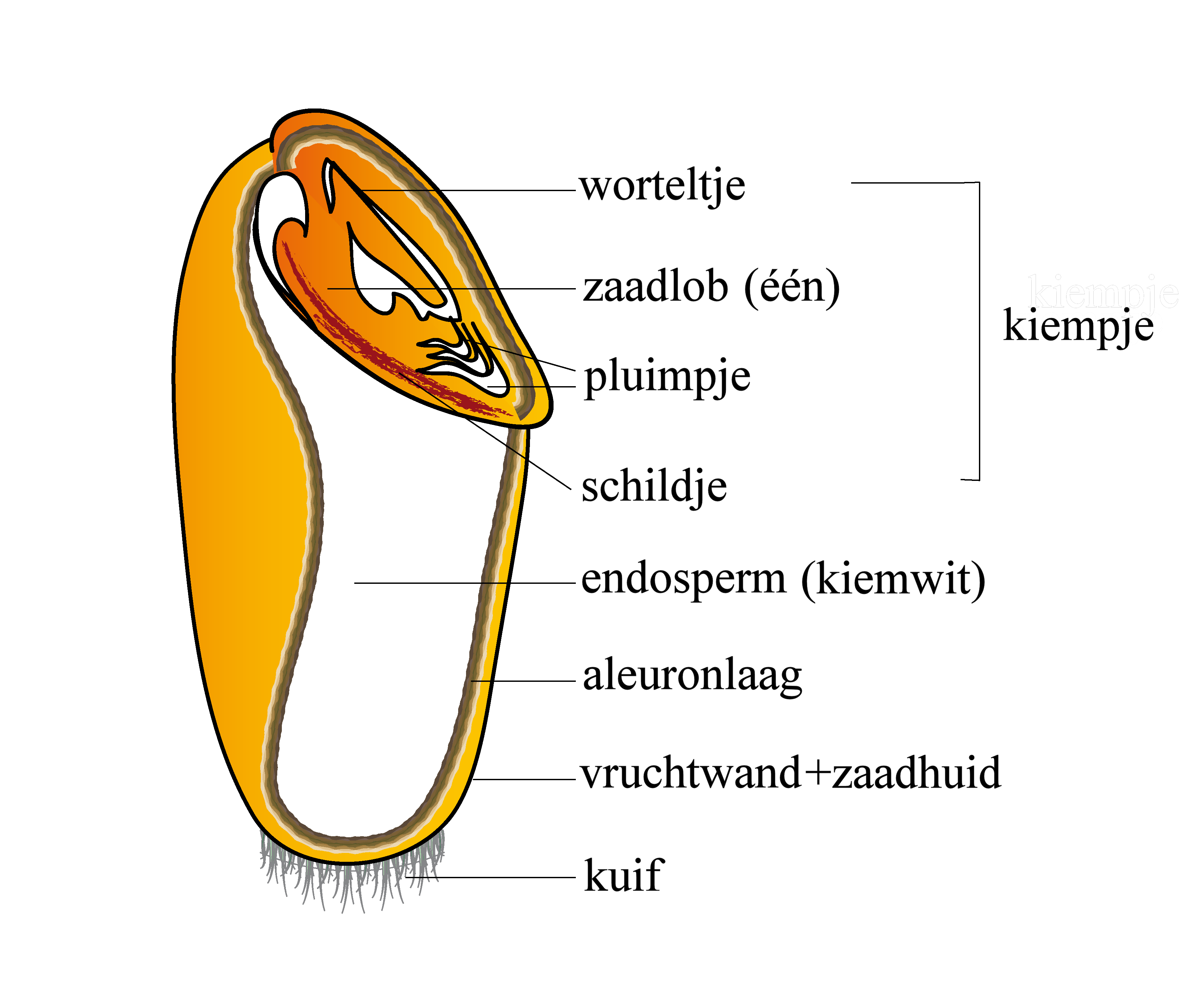
Rajz a szemtermés felépítéséről